# Capital Fort
Das Capital Fort Business Center ist ein Bürogebäude der Klasse A in Sofia. Es ist das höchste Gebäude in Sofia und Bulgarien. Es verfügt über 28 Etagen und eine Fläche von 80.000 Quadratmetern. Das Gebäude verfügt über zwei Untergeschosse, in denen rund 750 Autos geparkt werden können. Das Gebäude verfügt über eine architektonische Höhe von 126 m. Das Gebäude hat nicht nur Büro-, sondern hat auch Einzelhandels- und Konferenzfunktionen.

## Standort
Das Gebäude befindet sich im Business Park Sofia, einem modernen Geschäftsdistrikt in der Nähe des Flughafens Sofia und am Fuß des Vitosha Gebirgszuges.

## Design und Bau
Das Konzeptdesign von Capital Fort wurde von dem Architekturunternehmen Atkins und WKK Architects erstellt. Der örtliche Architekt war „A&A Architects“, aus Sofia, der an den meisten Gebäuden des Business Park Sofia gearbeitet hat. Atkins ist das Architekturbüro hinter dem Burj Al Arab in Dubai. Infolgedessen teilt Capital Fort mit seinem unverwechselbaren Vorgänger (der 1999 fertiggestellt wurde) einen Teil der äußeren Erscheinungen. Capital Fort wurde von Fort Noks entwickelt, einem einheimischen Unternehmen. Die Bauarbeiten begannen am 29. Januar 2010 und wurden 2012 abgeschlossen. Der Preis für den Bau lag zwischen 60 und 80 Mio. €.